# Стратоника Одрисская
Стратоника (др.-греч. Στρατονίκη, V век до н. э.) — супруга одрисского царя Севта I.

## Биография
Отцом Стратоники был македонский царь Александр I, а братом — Пердикка II.
В начале Пелопоннесской войны, в 431 году до н. э. одрисский царь Ситалк по просьбе союзных ему Афин отправился в поход против халкидян и Македонии, собрав огромное войско и взяв с собой племянника Пердикки Аминту, сына Филиппа. Македоняне не приняли открытого боя, а укрылись за стенами своих городов. Но затем часть крепостей была взята фракийцами штурмом, а другие «в страхе сдались добровольно». Ситалка в этом походе сопровождал его племянник Севт. Пердикка вступил с ним в тайные переговоры и пообещал отдать в жены свою сестру с богатым приданым. Озабоченный нехваткой продовольствия и фуража в зимнее время, не прибытием афинского подкрепления и образованием коалиции из ряда враждебно настроенных греческих городов одрисский царь, убеждённый доводами своего племянника, обладавшего большим авторитетом и влиянием, решил остановить поход и вернуться на родину. По мнению Киляшовой К. А., Пердикка мог рассчитывать не только остановить вторжение фракийцев, но и в будущем обеспечить одрисский трон за своим союзником и родственником.
После возвращения во Фракию Севт женился на обещанной ему Стратонике. После смерти Ситалка, к которой, по предположению Михайлова Г., опирающегося на отрывок из речи Демосфена, мог иметь отношение Пердикка, царём стал не его сын Садок, а Севт.
Исторические источники не сообщают о детях Севта и Стратоники. Возможно, их не было, и именно это обстоятельство привело к разделению территории Одрисского царства на несколько частей после смерти Севта.